# Braunsapis natalica
Braunsapis natalica är en biart som beskrevs av Michener 1970. Braunsapis natalica ingår i släktet Braunsapis och familjen långtungebin. Inga underarter finns listade.